# Operation Rösselsprung (1944)
Operation Rösselsprung var en tysk operation under andra världskriget i april och maj 1944 vars mål var att infånga Josip Broz Tito och störa ledarskapet för den kommunistiska motståndsrörelsen i Jugoslavien. 
Motståndsmännens högkvarter var placerat i kullarna nära Drvar i Bosnien, där representanter för de allierade, Storbritanniens Randolph Churchill och Evelyn Waugh även var närvarande.
Tyska Waffen-SS-soldater sammanslogs med fallskärmsjägare utanför Titos grotta och en kraftig eldstrid bröt ut. Samtidigt dök även chetniker upp under Draža Mihailovićs ledning i ett eget försök att infånga Tito. När tyskarna väl nådde fram till gruvan hade han dock hunnit smita undan och fly.